# Janek Kos
Jan Kos (Janek) – fikcyjna postać z książki Janusza Przymanowskiego „Czterej pancerni i pies” i polskiego serialu telewizyjnego pod tym samym tytułem (1966–1970).

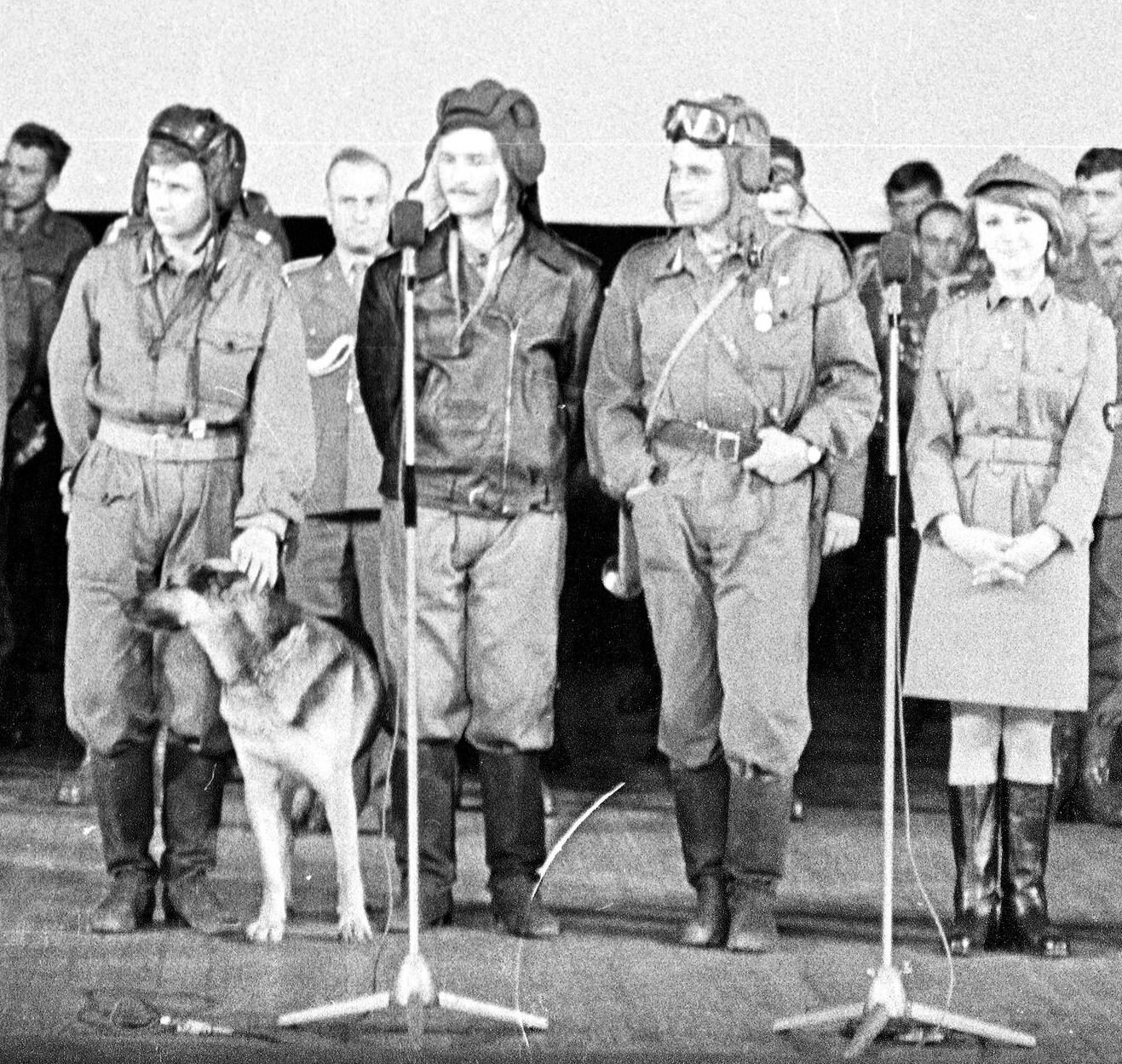
Aktorzy serialu w mundurach czołgistów na scenie – od lewej Janusz Gajos (Janek Kos), Szarik, Włodzimierz Press (Grigorij Saakaszwili), Roman Wilhelmi (Olgierd Jarosz), Małgorzata Niemirska (Lidka Wiśniewska). Premiera serialu w Sali Kongresowej Pałacu Kultury i Nauki (1966)

## Życiorys
Janek Kos to strzelec-radiotelegrafista, a po śmierci Olgierda dowódca czołgu „Rudy”, gdańszczanin, najmłodszy w załodze, jego ojciec walczył na Westerplatte. Po zajęciu Polski przez III Rzeszę i ZSRR w niewyjaśnionych w fabule okolicznościach znajduje się na Syberii, gdzie zajmuje się myślistwem i pracą przy wyrębie lasów. Ze strzępów gazety dowiaduje się o tworzeniu na terenie ZSRR Ludowego Wojska Polskiego. Janek jest doskonałym strzelcem (udowodnił to, między innymi, strzelając do tarczy w pierwszym odcinku serialu, „Załoga”). Najważniejszą sprawą, która zajmuje Janka, jest konieczność odszukania ojca, którego stracił w zawierusze wojennej. Ważnym wątkiem książki i filmu jest historia miłości Janka i Marusi. Wojnę zakończył w stopniu podporucznika.
Wiernym towarzyszem Janka w najtrudniejszych nawet chwilach jest jego pies Szarik.
W rolę Janka w serialu wcielił się aktor Janusz Gajos.

## Odznaczenia (chronologicznie)
- Krzyż Walecznych – za bohaterskie czyny w walce z niemieckim najeźdźcą (odc. 5. „Rudy”, Miód i Krzyże);
- Odznaka za Rany i Kontuzje – Janek został ciężko ranny po tym, jak w odc. 6. Most jego czołg został trafiony (lub wjechał na minę) w trakcie walk w Warszawie. Janek nosi odznakę w odc. 6. i 7.;
- Srebrny Medal „Zasłużonym na Polu Chwały” – za zniszczenie amunicji nieprzyjaciela na pierwszej linii (odc. 13. Zakład o śmierć) – odznaczenie otrzymane de facto za bycie dowódcą czołgu, gdyż w czasie, kiedy załoga strzelała na drugi brzeg Odry, Janek odwiedził Marusię.

## Stopnie wojskowe
- szeregowiec – po zaciągnięciu się do armii – odcinek 1
- starszy szeregowiec – w czasie szkolenia – odcinek 2
- kapral – w lipcu 1944 po wyruszeniu na front – odcinki 2–6
- plutonowy – w grudniu 1944 za walki w szeregach 1. BPanc – odcinki 6–9
- sierżant – w kwietniu 1945 za walki na pomorzu – odcinki 9–20
- podporucznik (z pominięciem stopnia starszego sierżanta i chorążego) – 2 maja 1945 – odcinki 20 i 21

## Pierwowzory historyczne
- Stanisław Rzeszutek – szesnastoletni strzelec-radiotelegrafista czołgu 228, najmłodszy żołnierz w brygadzie, poległ na warszawskiej Pradze[4][5];
- Stanisław Zieliński – podobnie jak Janek najpierw pełnił funkcję strzelca-radiotelegrafisty (w czołgu 217), następnie po wyjściu ze szpitala w kwietniu 1945 po ranie, jakiej doznał w Bydgoszczy, objął dowództwo nad tymże czołgiem przydzielonym do 4 Pułku Czołgów Ciężkich; swój szlak bojowy zakończył nad Łabą. Zmarł w stopniu pułkownika w 2014[4];
- Stanisław Magdyj – członek załogi historycznego czołgu 102, dodał sobie rok do metryki[4];
- Michał Wieliczko – ładowniczy czołgu 110, w czasie walk pod Studziankami 9 sierpnia wraz ze swoim dowódcą, kapitanem Tiufakowem, przedarli się do rozbitego niemieckiego czołgu, z którego prowadzili ostrzał na pozycję nieprzyjaciela. Zaginął w czasie walk na Wale Pomorskim[4].